# Ионово (Московская область)
Ионово — деревня в Орехово-Зуевском муниципальном районе Московской области. Входит в состав сельского поселения Горское. Население — 112 чел. (2010). В начале XX века — деревня называлась «Ивоново». На картеА. И. Менде середины XIX века «Иванова».

## География
Деревня Ионово расположена в северной части Орехово-Зуевского района, примерно в 6 км к югу от города Орехово-Зуево. Высота над уровнем моря 130 м. В деревне 1 улица — Новоселов. Ближайший населённый пункт — город Ликино-Дулёво.

## История
В XIX веке в деревне был возведён молитвенный дом общины старообрядцев поморского брачного согласия. В 1930-х был закрыт и занят клубом, в 1980-х сгорел.
В XIX — начале XX века деревня относилась к Кудыкинской волости Покровского уезда, Владимирской губернии.
В 1926 году деревня являлась центром Ионовского сельсовета Кудыкинской волости Орехово-Зуевского уезда Московской губернии.
С 1929 года — населённый пункт в составе Орехово-Зуевского района Орехово-Зуевского округа Московской области, с 1930-го, в связи с упразднением округа, — в составе Орехово-Зуевского района Московской области.
До муниципальной реформы 2006 года Ионово входило в состав Горского сельского округа Орехово-Зуевского района.

## Население
В 1905 году — 97 дворов (833 жителя), в 1913 году — 776 жителей. В 1926 году в деревне проживало 491 человек (224 мужчины, 267 женщин), насчитывалось 90 хозяйств, из которых 79 было крестьянских. По переписи 2002 года — 93 человека (31 мужчина, 62 женщины).
| 1926 | 2002 | 2006 | 2010 |
| ---- | ---- | ---- | ---- |
| 491  | ↘93  | ↘81  | ↗112 |